# گوش‌قیفان
گوش‌قیفان (نام علمی: Natalidae) نام یک تیره از راسته خفاش است.

## رده‌ها و گونه‌ها
- رده Chilonatalus
  - خفاش گوش‌قیفی کوبایی،  Chilonatalus micropus
  - خفاش گوش‌قیفی باهامایی،  Chilonatalus tumidifrons
- رده Natalus
  - خفاش گوش‌قیفی برزیلی،  Natalus espiritosantensis
  - Jamaican greater funnel-eared bat, Natalus jamaicensis
  -  Natalus lanatus 
  - خفاش گوش‌قیفی بزرگ هیسپانیولا،  Natalus major
  - Mexican greater funnel-eared bat, Natalus mexicanus
  - خفاش گوش‌قیفی بزرگ کوبایی،  Natalus primus
  - Mexican funnel-eared bat, Natalus stramineus
  - خفاش گوش‌قیفی ترینیداد،  Natalus tumidirostris
- رده خفاش گوش‌قیفی ژروز
  - خفاش گوش‌قیفی ژروز،  Nyctiellus lepidus